# Жолоб (буріння свердловин)
Жолоб (буріння свердловин) — повздовжня виробка у стінці свердловини з діаметром, меншим ніж 1,3 від діаметра замка бурильної труби.
Жолоби у свердловині утворюються в місцях зміни кривизни стовбура (зенітного кута й азимута) внаслідок тривалих спуско-підіймальних операцій та тривалого буріння свердловини роторним способом. Бурильні замки поступово прорізають стінку свердловини з утворенням жолоба.
Для зменшення жолобкових виробок необхідно проводити буріння вибійними двигунами, використовувати високоефективні долота для зменшення кількості спуско-підіймальних операцій.
Найчастіше заклинювання інструмента відбуваються при протягування через жолоб елемента бурильної колони з більшим діаметром. Найбільша небезпека заклинювання, якщо діаметр елемента бурильної колони більший за діаметр замка у 1,01—1,35 раза. Найнебезпечніші жолоби в місцях переходу із твердої породи у м'яку і навпаки.
Для попередження прихоплень у жолобах необхідно уникати зміни конфігурації компоновки бурильної колони. При підніманні бурильної колони необхідно не допускати затяжок і розклинювань. До складу компоновки бурильної колони над ОБТ необхідно встановлювати вивідні центратори та ударні механізми (яси) для відбивання інструменту у разі його заклинювання.
Жолоби ліквідовують шляхом проробки та їх розширення з допомогою розширювачів, які встановлюють над долотом на відстані 300—400 м, ексцентричними розширювачами, підривом шнурових торпед. При підриві торпед існує небезпека втрати стовбура.
При підйомі бурильної колони в інтервалах жолобів її необхідно провертати.